# 4813 Terebizh
4813 Terebizh је астероид главног астероидног појаса са пречником од приближно 29,99 .
Афел астероида је на удаљености од 3,440 астрономских јединица (АЈ) од Сунца, а перихел на 2,811 АЈ.
Ексцентрицитет орбите износи 0,100, инклинација (нагиб) орбите у односу на раван еклиптике 11,850 степени, а орбитални период износи 2018,710 дана (5,526 година).
Апсолутна магнитуда астероида је 12,0 а геометријски албедо 0,022.
Астероид је откривен 11. септембра 1977. године.